# 山本小鉄子
山本 小鉄子（やまもと こてつこ）は、日本の漫画家。
以前はボーイズラブ漫画やボーイズラブ小説のイラストを担当していたが、近年は小説の漫画化も担当している。

## 人物
- 一度漫画家としてデビューするが、断念。ボーイズラブジャンルで再デビューした際に現在のペンネームに改名。一度諦めた漫画家という職業だったので、再デビューの際は嬉しかったという[1]。
- 名前の由来はプロレスラー、プロレス解説者の山本小鉄[1]。

## 単行本（ボーイズラブ作品）
＊は、ドラマCD化された作品
- ブラザーズ -BROTHERS-（2003年、全2巻、幻冬舎）＊
- 右手に銃、左手に愛（2003年、幻冬舎）
- 恋と罠 -LOVE&TRAP-（2005年、大洋図書）
- 恋はGoGo!（2005年、海王社）
- 晴れてボクたちは（2005年、大洋図書）
- あしたのきみはここにいない（2007年、原案：崎谷はるひ、幻冬舎）＊
- つまらない男（2007年、海王社）
- ドキドキレンアイ（2007年、大洋図書）＊
- あの日のきみを抱きしめたなら （2008年、全2巻、原案：崎谷はるひ、幻冬舎）
- ほんと野獣（2008年、海王社、既刊18巻）＊
- 満開ダーリン（2009年、大洋図書、全2巻）＊
- チュチュンがチュン（2009年、大洋図書、全2巻）
- マッドシンデレラ（2011年、大洋図書、全5巻）
- ふくろうくんとカレ（2012年、大洋図書）
- 今夜も眠れない（2012年、幻冬舎、全3巻）
- お参りですよ（2012年、海王社、全10巻）
- ぼくらのねがい（2013年、大洋図書、全3巻）
- ぼくたちダイアリー（2014年、幻冬舎、全3巻）
- ラブアンドベースボール（2014年、白泉社）
- ブラザーズ+（2015年、幻冬舎、全2巻）
- キミトコレカラ（2015年、幻冬舎、全2巻）
- 明日はどっちだ！（2016年、大洋図書、既刊12巻）
- 笑う鬼には福きたる（2018年、大洋図書、全3巻）
- とりたん（2018年、幻冬舎、既刊2巻）
- 天国の門番（2020年[2] - 2021年[3]、幻冬舎、全2巻）
- ぼくらのひみつ（2021年[4]、大洋図書）
- 僕の血吸ってくれませんか（2022年 - 、海王社、既刊4巻）
- ピカピカスローライフ（2023年 - 、幻冬舎コミックス、既刊2巻）

## 単行本（一般作品）
- 死にぞこないの青（2003年、幻冬舎、原作：乙一）
- 黒祠の島（2005年、幻冬舎、全3巻、原作：小野不由美）
- 過ぎる十七の春（2007年、幻冬舎、全2巻、原作：小野不由美）
- 名探偵音野順の事件簿（2010年、幻冬舎、全4巻、原作：北山猛邦）
- ハニー・スウィートキッチン（2012年、幻冬舎、全4巻、原作：七尾すず）
- つくものはなし（2016年、幻冬舎、既刊4巻、原作：神奈木智）

## 挿絵
- 海までお散歩（原作：月丘くらら、大洋図書）
- あしたのきみはここにいない（原作：崎谷はるひ、幻冬舎）
- カミングホーム（原作：榊花月、幻冬舎）
- お天道様の言うとおり（原作：高岡ミズミ、徳間書店）
- 朝から朝まで（原作：一穂ミチ、幻冬舎）
- 好きで子供なわけじゃない（原作：菱沢九月、徳間書店）
- なぜあの方に恋をしたのかと聞かれたら（原作：小林典雅、白泉社）
- おいしい恋の誘惑（原作：桂生青依、笠倉出版社）
- 兄弟にはなれない（原作：桜木知沙子、徳間書店）
- 純愛・熱愛・そして純愛（原作：剛しいら、海王社）
- 史上最悪な上司（原作：楠田雅紀、徳間書店）
- ドクターの呪文（原作：安曇ひかる、幻冬舎）
- 深海の太陽（原作：森田しほ、幻冬舎）
- ビューティフル・サンデー（原作：雪代鞠絵、幻冬舎）
- 僕らの愛のカタチ（原作：小川いら、幻冬舎）